# Setge de Sevilla (1369)
El Setge de Sevilla fou un enfrontament bèl·lic emmarcat en la Primera Guerra de Successió castellana, en la qual Ferran I de Portugal pretenia la corona del Regne de Castella, que disputava a Enric II de Castella.

## Antecedents
A la mort de Pere I de Castella, assassinat pel seu germà bastard Enric després de la batalla de Montiel, Ferran I de Portugal va reclamar els seus drets sobre el tron de Castella com besnet de Sanç IV de Castella. Molts nobles van reconèixer Ferran, aconseguint algunes places i ciutats, desfermant-se-se la Primera Guerra de Successió castellana. El rei de Portugal es va aliar amb Muhàmmad V de Gharnata i amb Pere el Cerimoniós, qui li va prometre en matrimoni a la princesa Elionor.
Es va obrir la campanya per mar i terra. L'esquadra portuguesa havia de bloquejar el Guadalquivir i assetjar Sevilla, mentre Ferran I entrava per Galícia amb el suport d'Andeiro Joao Fernandes. mentre Muhàmmad V havia de prendre Algesires.

## El setge
L'estol portuguès, que va sortir de Lisboa el mes de maig, compost per 24 galeres portugueses i quatre genoveses, i 30 naus portugueses, es dirigí a la desembocadura del Guadalquivir, a les ordres de l'almirall Lanzarote Pezana. La flota castellana, de 20 galeres comandada per Ambròs Boccanegra va salpar en direcció a Carmona, on va embarcar la tropa, i a continuació va sortir a la recerca de l'estol portuguès, que sabia de la seva arribada i va sortir a mar obert, on tindria avantatge sobre les castellanes.
A Sanlúcar de Barrameda, veient la maniobra de la flota portuguesa, Enric II de Castella va retornar a Sevilla i feu armar set galeres i naus del Golf de Biscaia a Santander, per tal que es dirigissin a Sevilla, aconseguint sorprendre la flota portuguesa, que havia tornat a la boca del riu per bloquejar-lo, amb un atac amb vaixells incendiaris, de manera que van perdre tres galeres i dues naus.

## Conseqüències
Després de la seva victòria, les tropes castellanes van desembarcar a la costa de Sevilla, recorrent totes les platges fins a l'Estret de Gibraltar sense trobar enemics, i el rei de Portugal es va veure obligat a buscar la pau. Algesires va mantenir-se en mans granadines deu anys, i Andeiro Joao Fernandes va trobar dirigir-se a Anglaterra, on el va acollir Joan de Gant.